# Anglards-de-Salers
Anglards-de-Salers é uma comuna francesa na região administrativa de Auvérnia-Ródano-Alpes, no departamento de Cantal. Estende-se por uma área de 49,59 km². Em 2010 a comuna tinha 782 habitantes (densidade: 15,8 hab./km²).